# 唐槐秋

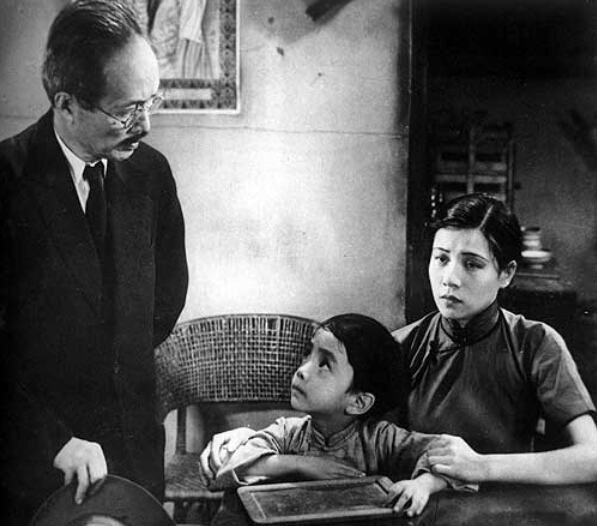
1934年，唐槐秋(左一)於電影《神女》的演出。

唐槐秋（1898年10月14日—1954年4月25日），原名唐震球，湖南湘鄉人，中國演員、導演。其夫人為蘇之卉，女兒為香港甘草演員唐若菁。

## 生平
唐槐秋於1911年至1916年間在日本留學，其後在東京成城中學完成中學課程。1919年，他遠赴法國華爾曼航空專科學校學習航空機械，直至1925年回到上海。他於1926年在上海與田漢組織南國社及廣東戲劇研究所。1929年初，應廣東戲劇研究所所長歐陽予倩的邀請到廣州擔任研究所的劇務主任和研究所轄下的戲劇學校教務主任。四年後，即1933年2月成立中國電影文化協會，並當選執行委員。同年11月，在上海創辦了只有6名成員的中國旅行劇團。在《都會的早晨》、《失戀》、《桃李劫機》、《大地之花》、《孔夫子》、《洪宣嬌》、《大雷雨》等電影中，唐槐秋都演出主要角色。1934年3月在南京首演《梅夢香》。同年7月與中國旅行劇團成員前往北平演出《茶花女》、《牛大王》、《女店主》、《英雄與美人》、《天羅地網》、《復活》、《委曲求全》、《雷雨》等馳名中外的戲劇，且培育了唐若菁、陶金、趙慧深、白楊、戴涯、藍馬、舒繡文、孫道臨等很多著名演員。這個劇團在大江南北皆獲好評。及後在1949年，唐擔任中國戲曲研究院導演，至1954年病逝。中國戲劇家協會為紀念中國旅行劇團成立50周年暨唐槐秋逝世30周年，便於在1984年11月舉行了紀念會。

## 評價
前黃埔軍校政治部秘書陽翰笙和著名劇作家曹禺曾稱唐槐秋是「中國話劇事業的開拓者」。